# Parupeneus forsskali

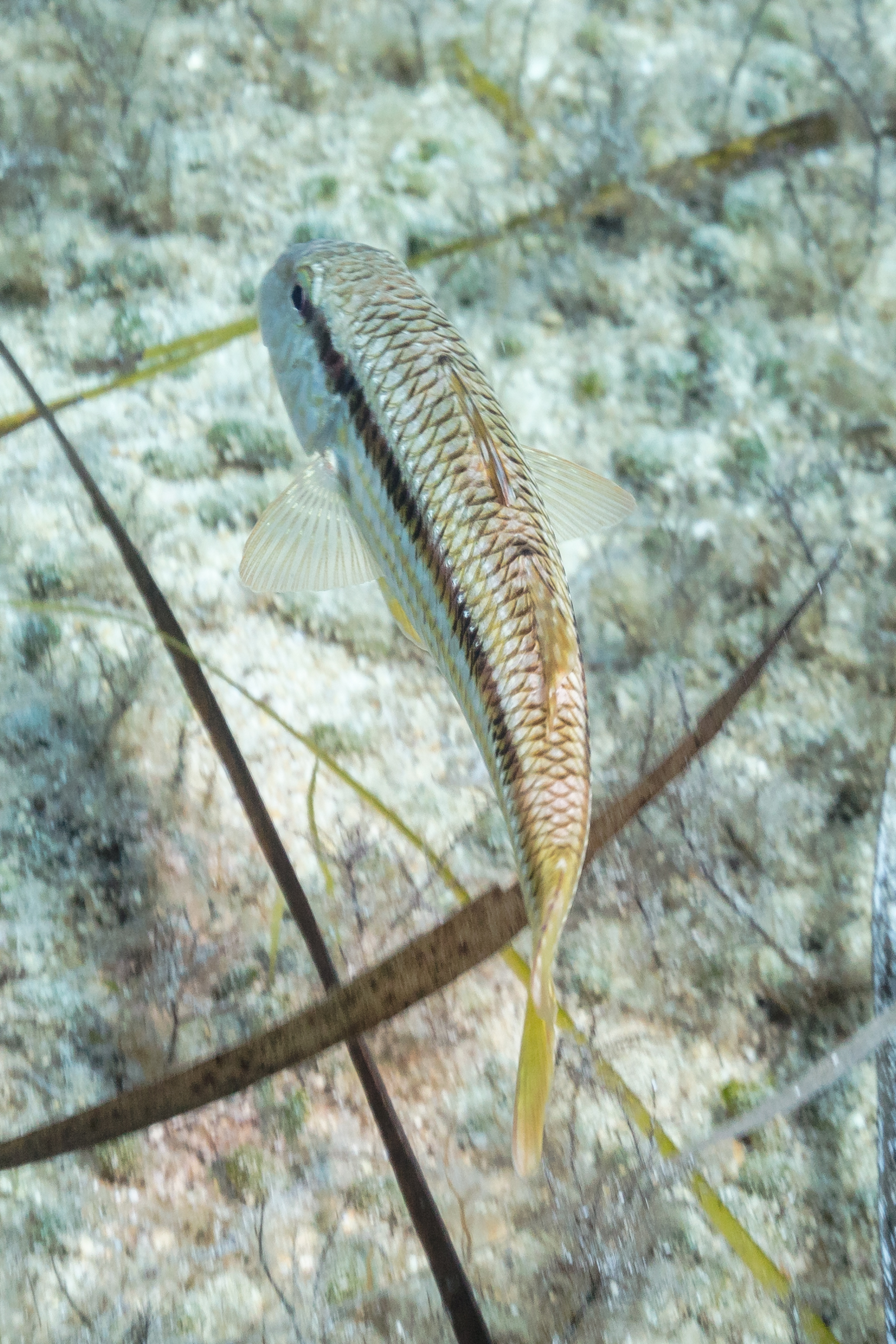
Ejemplar en las costas de Malta.

Parupeneus forsskali es una especie de peces de la familia Mullidae en el orden de los Perciformes.

## Morfología
Los machos pueden llegar alcanzar los 28 cm de longitud total.

## Distribución geográfica
Se encuentra en el Mar Rojo, el Golfo de Adén y Socotra. A través del Canal de Suez ha logrado establecerse en el Mediterráneo occidental.

## Hábitat
Es un pez de mar.